# ФК Сантяго де Куба
ФК Сантяго де Куба е кубински професионален футболен клуб от втория по големина град Сантяго де Куба в Куба. Отборът играе в Кубинската футболна лига.

## История
„Сантяго де Куба“ придобива популярност през 90-те, когато в 2 поредни години е на крачка от титлата. През 1993 и 1994 г. остава след „Сиего де Авила“ и „Сиудад де ла Хабана“. През кампания 2009/10 идва сривът - загубен е баражът за оставане в елита с „ФК Сиенфуегос“.
Отборът получава покана да се включи в първата дивизия през 2013 г., но ръководството го удря на чест и отказва. Все пак, „червените дяволи“ се завръщат с игра в елита през 2015 г., печелейки „Торнео де Асенсо“ (втория ешелон).
„Сантяго де Куба“ завършва на четвърта позиция в първия си сезон пак в Примера дивисион. Първите 3 отбора се побират в рамките на 2 точици, а шампионът и преследвачът са с равен актив. „Вия Клара“ триумфира благодарение на един вкаран гол в повече от „Гуантанамо“.
През настоящата 2017 идва и историческата първа титла за „червените дяволи“. Тя е спечелена под ръководството на Лорецо Мамбрини. Италианецът, родом от Перуджа е само на 39. При него обаче „Сантяго де Куба“ е впечатляващ. Прави серия от 22 мача без загуба. В 12-те си мача в своята група трупат 30 точки, докато за сравнение водачите на останалите групи печелят само по 12.
Вратата на елсон Джонстън е поразена само веднъж, а за общо 1530 миути стражът допуска едва 5 гола. Това го прави най-добрия вратар в първенството. Защитникът Ерик „Почо“ Рисо е избран за най-ценен играч.
И във финалната фаза вкусът на загубата остава непозат. Нови 6 победи и 4 ремита ги поставят на върха на класирането. а практика титлата е спечелена на 26 юни в предпоследния кръг с 2:1 над „Сиего де Авила“. Ремито с „Вия Клара“ 2:2 просто узаконява първото място. Така действащия шампион е детрониран на собствения му стадион в град Сулуета.
Титлата дава право на „рохиегрос“ да участват в клубния шампионат на Карибите, който от 2018 г. ще бъде разделен а два турнира – един за шампиони, произлизащи от професионални и полупрофесионални лиги и втори за носители на титлата в аматьорски първенства.
Въпреки успехът Мамбрини напуска клуба, а месец по-късо поема националния отбор на Куба.

## Успехи
Национални
- Кампеонато Насионал де Футбол (Първа дивизия):
  -  Шампион (3): 2017, 2018, 2019
- Торнео де Асенсо (Втора дивизия):
  -  Носител (1): 2015
    -  Финалист (1): 2012

## Стадион
Играе на „Естадио Антонио Масео“ е футболен стадион в Сантяго де Куба, Куба.